# 松岡ふたみ
松岡 ふたみ（まつおか ふたみ、1961年〈昭和36年〉1月30日 - ）は、日本の元女優。本名同じ。
別名、松香 ふたみ、紀ノ川 瞳。
東京都出身。國學院高等学校卒業。東映俳優センター、田上事務所に所属していた。

## 人物・来歴
高校時代に、映画のロケーションを見学中にスカウトされる。1980年、特撮テレビドラマ『仮面ライダー (スカイライダー)』のゲスト出演でデビュー。その後、テレビドラマ『発車オーライ』などに出演するが、事務所との方向性の違いから一時休業する。
1982年4月に事務所を移籍し、同年10月開始の『女7人あつまれば』でモデルのアルバイトの女子大生・長尾さやか役でレギュラー出演。当時のプロフィールでは「今までは嫌われる役が多かったので、ラブストーリーのヒロインを演じてみたい」と述べている。1983年、『スチュワーデス物語』のメインの訓練生6人の中の一人、落合克美役でレギュラー出演。代表作となる。
1989年に、芸能界を引退。2007年に『スチュワーデス物語』の訓練生役の女優同士で約10年ぶりの同窓会が行われ、その同窓会に堀ちえみ、春やすこ、白石まるみとともに参加した。
趣味は、陸上競技 、ダンス。ダンスは10歳のころより習っていた。

## テレビドラマ
- 仮面ライダーシリーズ（第2期）
  - 仮面ライダー (スカイライダー) 第39話「助けて! 2人のライダー!! 母ちゃんが鬼になる」・第40話「追え隼人! 河童の皿が空をとぶ」（1980年） - ミス・キレーダ 役
  - 仮面ライダースーパー1 第22話「怪人墓場の決闘! メガール将軍の最期」（1981年）- 池上妙子 役
- 噂の刑事トミーとマツ
  - 第1シリーズ（1980年）
    - 第34話「海だ、水着だ、ギャル一杯」
    - 第49話「トミマツもん絶! 花嫁が消えた」 - 水沼明子 役

  - 第2シリーズ 第31話「死ね! かよわいギャルをだます奴」（1982年） - 中山あきこ 役
- 特捜最前線
  - 第173話「レイプ・恐怖の自転車置場!」（1980年）- 椎名典子 役
  - 第188話「プラットホーム転落死事件!」（1980年）
  - 第243話「トランプ殺人事件の謎?!」（1982年）
  - 第508話「神代警視正・愛と希望の十字架」（1987年）
- 爆走!ドーベルマン刑事 第19話「白バイ警官をマークせよ!」（1980年）
- ザ・ハングマン 燃える事件簿 第6話「オオカミ達の変奏曲」（1980年） - クラブ「女王蜂」バニーガール 役
- 長七郎天下ご免! 第53話「かりそめの花嫁衣裳」（1980年） - お久 役
- 愛の滑走路'81（1981年）
- 太陽戦隊サンバルカン 第5話「邪悪な太陽神」（1981年） - 山本愛子（花嫁）役の人
- ポーラテレビ小説 / 発車オーライ（1981年）
- 太陽にほえろ!
  - 第458話「おやじの海」（1981年） - 喫茶店のウェイトレス 役
  - 第481話「闇の中の殺人者」（1981年） - 被害者の女性 役
  - 第516話「白いスーツの女」（1982年） - 恭子 役
  - 第678話「山村刑事の報酬なき戦い」（1986年） - 「メール」美容師（涼子と栗山の友人）役
- 西部警察 第108話「時効成立9分前」（1981年）- 加山のぶこ
- ドラマ・人間（1982年）
- 女7人あつまれば（1982年 - 1983年） - 長尾さやか 役
- 大河ドラマ / 徳川家康（1983年） - 可弥 役
- ザ・サスペンス / べんり屋平さん事件簿・代理出産の秘密（1983年）
- 大岡越前 第7部 第14話「情けが仇の人助け」（1983年） - お絹 役
- 新・松平右近 第22話「右近の旅立ち」（1983年） - おみつ 役
- 土曜ワイド劇場
  - 燃えた花嫁・殺しのドレスは京都行（1983年）
  - 探偵神津恭介の殺人推理 第4作「初夜に消えた花嫁」（1986年）
  - 江戸川乱歩の美女シリーズ　「妖しいメロディの美女・江戸川乱歩の『仮面の恐怖王』」（1986年）
  - 牟田刑事官事件ファイル 第6作「奥鬼怒川湯けむり渓谷の殺意」（1987年）
- スチュワーデス物語（1983年 - 1984年） - 落合克美 役
- 水戸黄門
  - 第14部 第37話「野望を断った天下の名刀 -高松-」（1984年） - お美津 役
  - 第15部（1985年）
    - 第8話「母恋し 五木の子守唄 -熊本-」 - お園
    - 第32話「中馬を狙った野盗の罠 -松本-」 - 奈津 役

  - 第16部 第39話「旅遥か恋の船唄 -水戸-」（1987年） - おみつ 役 ※紀ノ川瞳名義
  - 第17部 第21話「亡霊の正体見たり… -福山-」（1988年） - おりん 役
- 長七郎江戸日記 第1シリーズ
  - 第34話「佐渡に輝く星一つ」（1984年） - しの 役
  - 第66話「からくり人形使い」（1985年） - お光（月光）役
  - 第112話「お嬢様、どこに?」（1986年） - おこま 役
- 木曜ドラマ / ママ、大変だァ!（1985年） - 浦島夢子 役
- 暴れん坊将軍II 第116話「戦慄!湯の里の美少女」（1985年） - とね 役
- 刑事物語'85 第18話「湘南ギャル殺人事件」（1985年）
- 水曜ドラマスペシャル
  - 早すぎた結婚 遅すぎた愛（1985年）
  - 青春夫婦物語・恋子の毎日(1) （1986年）
  - 詐欺師の旅（1986年） - 菊江 役
  - にせドン・ファン（1986年）
- 木曜ドラマストリート / 独身看護婦・禁じられた結婚遊戯（1986年）
- お坊っチャマにはわかるまい!（1986年）
- スケバン刑事III 少女忍法帖伝奇 - 小坂先生
  - 第7話「水の中に舞え! セーラー服の死闘」（1986年）
  - 第25話「立ちつくす三姉妹! 生きていた父!?」（1987年）
- あぶない刑事 第24話「感傷」（1987年） - 北村陽子 役
- 月曜ドラマランド
  - 藤子不二雄のバケルくん（1987年）
  - 意地悪ばあさんスペシャル（1987年）
- 意地悪ばあさん・抱腹絶倒! 意地悪ギャグ決定版（1989年）

## 写真集
- 「夢芝居」（1984年8月15日・英知出版）